# 대전철도차량정비단
대전철도차량정비단(大田鐵道車輛整備團)은 대전광역시 대덕구 평촌동과 충청북도 제천시 영천동에 위치한 철도차량정비단이다. 디젤동차 및 객화차 중정비는 대전철도차량정비단 수송차량처(대전)에서, 전기기관차의 중정비는 동력차량정비처(제천)에서 담당한다. 2012년에 수도권철도차량정비단(용산)이 폐쇄되면서 관련 업무가 대전철도차량정비단으로 이관되었다.

대전단을 포함한 모든 정비단은 본사 차량안전기술단 부속기관이다.

## 연혁
- 1980년 5월: 영등포공작창을 폐지하고 대전공작창(大田工作廠)을 설치
- 1984년 2월: 대전철도차량정비창(大田鐵道車輛整備廠)으로 개칭
- 1996년 3월 10일: 대전철도차량정비본부(大田鐵道車輛整備本部)로 개칭
- 2004년 4월: 대전철도차량관리단(大田鐵道車輛管理團)으로 개칭
- 2009년 9월: 대전철도차량정비단(大田鐵道車輛整備團)으로 개칭
- 2017년 2월 20일: 대전차량융합기술단(大田車輛融合技術團)으로 개칭[1]
- 2018년 3월 5일: 대전철도차량정비단으로 환원[2]

## 업무
- 디젤동차 중정비
- 객화차 중정비
- 전기기관차 중정비
- 철도 차량 보존
  - 야외 전시장에서 새마을형 디젤 액압 동차 130호, 4102호 디젤 기관차, 4201호 디젤 기관차, 5025호 디젤 기관차, 6230호 디젤 기관차, 비둘기호 객차 19308호가 보존되고 있다. 보존 중인 비둘기호 객차 1량은 보선용으로 쓰던 객차 3량을 드라마 에덴의동쪽 촬영 시에 정비한 것으로, 3량의 객차 가운데 2량을 폐차시키고 남은 것이다.
  - 본래 정비단 구내에 있던 미카형 증기 기관차 3-129호는 국립대전현충원으로 임대되었다. 그 자리에 대신 통일호 객차 13716호가 유치되어 있다고 한다.[출처 필요]

## 인입선
대전철도차량정비단선은 신탄진역에서 분기하는 대전철도차량정비단의 인입선으로, 길이는 약 1.6 km이다. 정비단에 드나드는 철도 차량들을 이동시키기 위해 만들었으며, 입출고열차가 1일 4~5회 운행한다. 정비단 전체를 신탄진역 구내로 취급하기 때문에 철도거리표에는 없다. 국도 제17호선을 가로지르기에 교통체증과 소음 문제가 있어 신탄진동 일대 주민이 이설을 여러 차례 요구하였으며, 2021년까지 회덕역에서 분기하는 1.7 km의 노선으로 변경될 예정이다.

### 노선 정보
- 노선거리: 1.6 km (전구간 단선비전철)
- 운영기관: 한국철도공사 (전구간)
- 궤간: 1,435 mm (표준궤)
- 통행방식: -
- 보안장치: 없음 (수송담당역무원 승차)

## 같이 보기
- 차량기지
- 부산철도차량정비단
- 수도권철도차량정비단
- 제천차량사업소